# Fernando Mateos
Fernando Mateos Bacas (Cilleros, Cáceres, 1920 – Taipéi, 2015. Nombre chino: 沈起元) fue un jesuita español, filólogo, sinólogo, historiador de la Compañía de Jesús en China, y profesor de español en la Universidad Nacional de Taiwán y en la Universidad Católica Fujen.

## Biografía
El Padre jesuita Fernando Mateos nació en 1920, en Cilleros, un pueblo de la provincia de Cáceres, en la Sierra de Gata, en una familia de ocho hermanos de la que él fue el quinto hijo. Su abuelo materno fue uno de los "últimos de Filipinas", ingeniero naval y científico, Darío Bacas. Después de estudiar filosofía escolástica, fue al seminario de la Universidad Pontificia de Comillas, en Santander, en donde enseñó literatura española durante tres años, siendo después destinado a las misiones de China. Llegó a Pekín en octubre de 1948 para estudiar mandarín en el Chabanel Hall, la escuela de lenguas que los jesuitas tenían en dicha ciudad. Pero al mes de llegar a la ciudad, las tropas comunistas ocuparon la capital de Manchuria, Shen Yang (瀋陽, también conocida como Mukden), y en previsión de su
pronta llegada a Pekín se interrumpieron las clases. Mateos siguió estudiando chino en la misión jesuita de Wuhu, a orillas de río Yangtsé. Y nuevamente, ante el avance de los comunistas, los estudiantes en dicha misión evacuaron el lugar a los cuatro meses, buscando seguridad en el complejo que los jesuitas tenían en Shanghái, en Xujiahui (徐家匯) , también conocido como Zikawei. Los comunistas tomaron Shanghái en mayo de 1949, e implantaron un régimen de terror y de persecución religiosa. No obstante, Mateos siguió en ese ambiente hasta mayo de 1952 en que los jesuitas extranjeros que estudiaban teología marcharon a Filipinas. Se ordenó sacerdote en Baguio en 1953. Enseñó latín y griego de 1956 hasta 1958, momento en que fue a Taiwán para dar clases de español en la Universidad Nacional de Taiwán.

### Primera estancia en Taiwán (1953-1965)
Los primeros jesuitas que llegaron a Taiwán lo hicieron en 1951, a petición del director del Departamento de Lenguas y Literaturas Extranjeras de la Universidad Nacional Taiwán , el profesor Ignacio Ying Qianli (Ying Shih-li, 英千里)
. La razón de ello se debe a que Ying había conocido en China a varios jesuitas que eran profesores universitarios, pues la Compañía de Jesús tenía dos universidades en China, la Universidad Aurora (震旦大學), en Shanghái, y la Universidad Jingu (Tsinku) de Altos Estudios, en Tianjin). A quien mejor conocía el profesor Ying era al Padre Edward Murphy

, que era el superior de la cercana misión que los jesuitas de California tenían en Yangzhou

. Murphy había sido expulsado de China en junio de 1951, fue enviado a Filipinas, como otros muchos misioneros jesuitas. Enterado de ello el profesor Ying, le escribió animándole a venir a Taipéi con otros jesuitas, como profesores de lenguas europeas. En el segundo semestre del curso 1951-1952 los jesuitas empezaron a enseñar en la Universidad Nacional de Taiwán cursos de inglés, francés y alemán, y atendían a los estudiantes en su residencia, “Beda Chang Hall (張伯達)”, que siguió funcionando con más profesores jesuitas hasta fines de año 1963, cuando se inauguró el “Tien Educational Center” (耕莘文教院)

En el segundo semestre de su segundo año (curso 1959-1960), Mateos enfermó de tuberculosis, teniendo que volver a España, dejando la docencia universitaria en manos de otros profesores. Volvió a Taiwán a mediados de 1960, residió en Zhanghua (彰化), dando clases de latín y griego por espacio de cuatro años a jóvenes jesuitas chinos.

### Estancia en Hong Kong (1965-1970)
Desde 1965 a 1970 vivió en la isla de Hong Kong, trabajando en la versión en español del proyecto del Padre jesuita Laszlo Ladany, la revista "China News Analysis" (CNA)

, una publicación semanal escrita íntegramente por ese jesuita húngaro. Él tenía a su cargo un grupo de colaboradores chinos que recogían información de los diarios chinos que llegaban a Hong Kong, a la vez que escuchaban las emisoras de la China Popular. Todo ese material era analizado y ordenado temáticamente por Ladany, ofreciendo una imagen de China lo más veraz posible. Incluso, hasta las embajadas acreditadas en Beijing estaban suscritas al boletín del Padre Ladany, que recibían a través de la valija diplomática. El trabajo de Mateos consistía en resumir el material de CNA y editar una publicación mensual en español que, con el título de "Realidades Chinas", se distribuía sobre todo en Iberoamérica. Desde esta atalaya Mateos se convirtió en un observador de la evolución del comunismo durante la fase de la Revolución Cultural, publicando regularmente sus propias observaciones y ensayos en la revista Razón y Fe.

### Vuelta a Taiwán (1970-2015)
En el verano de 1970 volvió a dar clases de español en la Universidad Nacional de Taiwán, en el departamento de Lenguas Extranjeras, que no de español, a pesar de que en los años 60 se habían abierto los departamentos de español en las universidades Tamkang y Fujen. Siguió dando clases hasta el verano de 1990, en que se jubiló aunque aún continuó unos pocos años a dedicación parcial, iniciando las clases de griego en el departamento. Por otro lado, desde el año 1979, simultaneó su docencia con clases en la Universidad Católica Fujen, que continuó hasta el año 2000.

## Trabajo lexicográfico
Según un plan trazado por el jesuita húngaro Eugenius Zsámár, los jesuitas de las misiones chinas, desde 1950 en Macao y después en Taichung, venían compilando un monumental diccionario chino, en correspondencia con cinco lenguas europeas: latín, francés, español, inglés y húngaro. En la versión española trabajaban los Padres Arrizabalaga, Otegui y otros. Como resultaba difícil editar un voluminoso diccionario chino-políglota, empezó a compilarse por separado un diccionario abreviado chino-francés; entonces se pensó en componer igualmente otro abreviado chino-español, labor de cuya dirección encargaron al P. Mateos. El diccionario se empezó en 1972 y se publicó en 1977 por la editorial Espasa-Calpe. Este libro obtuvo el premio Ibarra, al mejor libro publicado en España en 1977. En 2007 apareció su segunda edición corregida y aumentada, publicada conjuntamente en Taipéi y en Chongqing (重慶), China. Por otro lado, el P. Mateos, en colaboración con el Padre Arrizabalaga compiló el Diccionario chino de la Lengua española, comenzado en 1978 y publicado en Taipéi en 1986, por las editoriales Sal Terrae y Kuangchi Press

También hizo algunos estudios sinológicos, siguiendo en esto los trabajos de los jesuitas españoles, como los del padre Carmelo Elorduy. Por toda su labor docente y académica, el Ministerio de Educación de la República de China (ROC) le otorgó el Si Wei, o título de Profesor Distinguido (教育部四維獎章), para el año 1981. En 1987 recibió uno de los premios Jin Ding (金鼎獎, Trípode dorado), dedicado a premiar libros de especial diseño o contenido. A su vez, en el año 2002 el Rey de España le nombró comendador de la Orden de Isabel la Católica, y en 2009 fue nombrado miembro honorario de la Casa de España en Taiwán.

## Trabajo de historiador de la Compañía de Jesús en China
Mateos no era propiamente un historiador, por eso los libros más importantes que escribió de historia fueron los que suponían una recopilación documental. Por ejemplo el libro China: Operación Fuga

, es un testimonio de primer orden de la huida de chinos continentales a los territorios de Macao y Hong Kong. A su vez, el libro China Jesuits in East-Asia. Starting from Zero (1995),

es una narración muy completa de 600 páginas, aún inéditas, en las que se narra la salida de China de los jesuitas a partir del año 1949, su paso por Filipinas y la llegada de muchos de ellos a Taiwán, por lo que el libro acaba en 1957. Para la redacción del mismo, además de material publicado, Mateos entrevistó a cien miembros de su orden, ofreciendo los testimonios una visión mucho más amplia de la meramente religiosa.

## Obra

### Lexicografía y filología
- En 1974, “Los Caracteres Chinos: Su plurivalencia lingüística y problemas lexicográficos”, Boletín de la Asociación Española de Orientalistas, Año X, N. 8: 97-126.
- En 1975, “Los Caracteres Chinos: Lexicografía y Romanización”, Boletín de la Asociación Española de Orientalistas, Año XI, N. 9: 24-30.
- En 1977, “La romanización en la lengua china”, Boletín de la Asociación Española de Orientalistas, Año XII, N. 10: 39-64.
- En 1977, “Bibliografía Lexicográfica de la Lengua China”, Boletín de la Asociación Española de Orientalistas, Año XIII: 78-85.
- En 1987, “Apuntes para la historia de la lexicografía chino-española”. En M. Ariza, A. Salvador y A. Viudas (eds.), Actas del I Congreso Internacional de Historia de la Lengua Española, Arco/Libros, pp. 927-947
- En 1992, “La traducción al chino de los toponímicos latinoamericanos”. Encuentros en Catay, 6: 243-253.
- En 2004, “El castellano de Iñigo de Loyola”. Encuentros en Catay, 18: 221-43.

### Diccionarios
- Mateos, Fernando; Miguel Otegui; Ignacio Arrizabalaga (1977), Diccionario español de la lengua china. Madrid, Espasa-Calpe. Segunda edición, revisada y modernizada por Fernando Mateos (Luisa Chang, Regina Llamas, editoras), Taipéi, Central Book Publishing (2007).
- En editor) (1981), Diccionario Práctico español-chino. Taipéi, Xinlushujuyinhang (新陸書局印行).
- Mateos, Fernando; Ignacio Arrizabalaga (compiladores) (1987), Diccionario chino de la lengua española (hsi han tsung ho tz'u tien). Taipéi, Kuangchi Press; Santander, Sal Terrae.

### Observador de la Revolución cultural
- En 1965-1969, Editor de: Realidades chinas. Nos. 1-51: mayo de 1965- noviembre de 1969.
- En 1965, “La política religiosa de los comunistas chinos”, Razón y Fe: 284-292.
- En 1965, “Comunismo chino en África”, Razón y Fe: 501-510.
- En 1965, “Comunismo chino, instrumento de violencia”, Razón y Fe: 402-426.
- En 1965, “Revolución en la enseñanza china”, Razón y Fe: 347-358.
- En 1966, “El ataque de Pekín a las religiones”, Razón y Fe: 167-180.
- En 1966, “Reivindicaciones territoriales en dos mapas chinos”, Razón y Fe: 257-263.
- En 1966, 1967, “¿Una dictadura político-militar en China comunista?”. Razón y Fe, 1966: 467-476; 1967: 45-66.
- En 1967, “La desintegración del maoísmo”, Razón y Fe: 501-510.
- En 1968, “La revolución cultural en la China comunista”, Razón y Fe: 177-188.
- En 1969, “La enervación de la revolución cultural maoísta”, Razón y Fe: 283-300.

- En 1969, “Proletarización de la enseñanza en la China maoísta”, Arbor: 203-217.

### Sinología
- En 1955, “Sobre las ideas estéticas de los chinos", Razón y Fe: 607-616.
- En 1969, “Valores humanistas de los refranes chinos", Arbor: 125-140.
- En 1970, “Estructuras lingüísticas y literarias de los refranes chinos", Asociación Española de Orientalistas: 27-52.
- En 1972, “Florilegio de refranes chinos. Madrid: Asociación española de orientalistas.
- En 1973, “Review of Sesenta y cuatro conceptos de la ideología taoísta de Lao-tzu y Chuang-tzu”. Arbor, 323: 138-141.
- En 1972, “Plusvalía taoísta de la longevidad", Asociación Española de Orientalistas: 11-32.
- En 1988, “Mo Ti. Filósofo del amor universal”. Encuentros en Catay, 2: 87-104.
- En 1990, “Un insigne sinólogo español: el P. Carmelo Elorduy”, Encuentros en Catay, 4: 319-321.
- En 1990, “La primera escuela de mandarín para extranjeros en Taiwán”. Encuentros en Catay, 4: 13-22.
- En 2001, “Combinaciones matemático-simbólicas en el Libro de los Cambios”. Encuentros en Catay, 15: 1-18.
- En 2002, “La música en China”, en Francisco Toro Ceballos (ed.), Las músicas de Asia, Alcalá la Real (Jaén), Centro de Estudios Históricos Carmen Juan Lovera.

### Historia de los jesuitas en China
- En 1961, “China. Misión de dolor”. Bilbao, El Siglo de las misiones.
- En 1967, “China: Operación fuga”. Bilbao, El siglo de las misiones.
- En 1983, Traducción del libro de Thomas Ryan, S.J., "Sucesores de Javier. Los jesuitas en China". Salamanca, Misión y Cultura China, 1983, 150 pp.
- En 1987, “Españoles en marcha hacia Catay”. Encuentros en Catay, 1: 1-3.
- En 1995, “China Jesuits in East-Asia: Starting from Zero”, 1949-1957, Taipéi, Tien Educational Center (manuscrito).[11]
- En 1998, “First Jesuits arriving in Taiwan: the 16th to the 20th centuries”, Proceedings of the International Symposium Christianity in Taiwan: Review of Historical Materials [臺灣基督教:史料與研究回顧國際學術研討會], Taipéi: Chinese University and Cosmic Light.
- En s/d, “Suppression and Restoration of the Society of Jesus in China”, 32 pages.
- En 2003, “El último viaje de Fco. Javier”. Encuentros en Catay, 17: 105-21.
- En 2007, “Un compañero de Francisco Javier: Francisco Pérez de Barcarrota”. Encuentros en Catay, 21: 424-43.
- En 2009, “Descripción de La Isla de Formosa en los siglos XVII, XVIII y XIX”. Encuentros en Catay, 23: 48-76.
- En 2010, “Diego Pantoja, compañero del Padre Mateo Ricci”. Encuentros en Catay, 24: 47-58.

### Otros
- Poemas místicos.
- En 2008, “Mujeres en la vida de Ignacio de Loyola”. Encuentros en Catay, 22: 328-46.